# 救贖論
救援論(Soteriology)是宗教理論中有關救援和拯救的理論思想。這種思想存在於多種宗教當中，但以基督宗教的救贖論最為一般人所熟知。

## 字源
「救援論」這名詞是從希臘語直譯過來，本身由soter(「拯救、救援」)和logos(可解作「文字」、「理由」、「原則」等意思)兩個字構成。

## 救援理論
救援理論一般都講及與造物主的關係，以及如何與造物主重新合一。這些理論大致可以分為普世救援論及善功救援論兩種。
普世救援論主要認為：救援是適用於所有人的、無條件的。救援的因由並非因為後天的努力，而是因為造物主的恩寵或慈悲。因此，凡所有符合救援條件的人，都可以得到救援。
善功救援論認為救援是要透過後天的不斷努力和補救才可以得到。

## 各種宗教的救援論

### 基督教

#### 新教
新教的救援論主要集中於人類怎樣透過「因信稱義」而使原罪得赦免，享有來自耶穌基督「道成肉身（降生奧蹟）」的救援。新教徒相信天父差遣獨生兒子耶穌基督來到世間，被釘十架，以寶血洗淨世人的罪，讓信徒與上帝的關係得以復和；人只要單單信靠主耶穌的名就能稱義，不用做其他任何事。

#### 天主教
天主教則認为人应当从事善行，讓天主納悅自己，如此才有得救的机会。

### 佛教
在世時修行成佛或死後往生淨土修行成佛，再返回娑婆世界救度眾生。

## 與宗教無關的救贖論
- 尼采曾發表過藝術救贖論。